# Парк Масандрівського палацу
Парк Маса́ндрівського пала́цу — уславлений парк біля Масандрівського палацу, розпланований наприкінці XIX століття за зразками парків Франції XVII століття.

## Історія виникнення
На відміну від багатьох садиб і парків Криму, що розташовані на узбережжі, палац і парк Масандри розпланували на гірському схилі вище за всі інші.
Палац почав будувати князь Воронцов Семен Михайлович у 1881 році. Проєкт розробив архітектор Етьєн Бушар в історичному стилі Франції доби короля Луї XIII, батька короля-сонце. Відповідно до форм палацу був розпланований і парк в стилі ранішнього французького бароко. Князь помер через рік, і будівництво відновили лише у 1889 році для імператора Олександра III, де планували створити резиденцію для перебування влітку. У 1892—1902 роках палац зазнав перебудов і втратив форми суворого замку, отримав галереї, дахи-шатро, різні архітектурні оздоби.

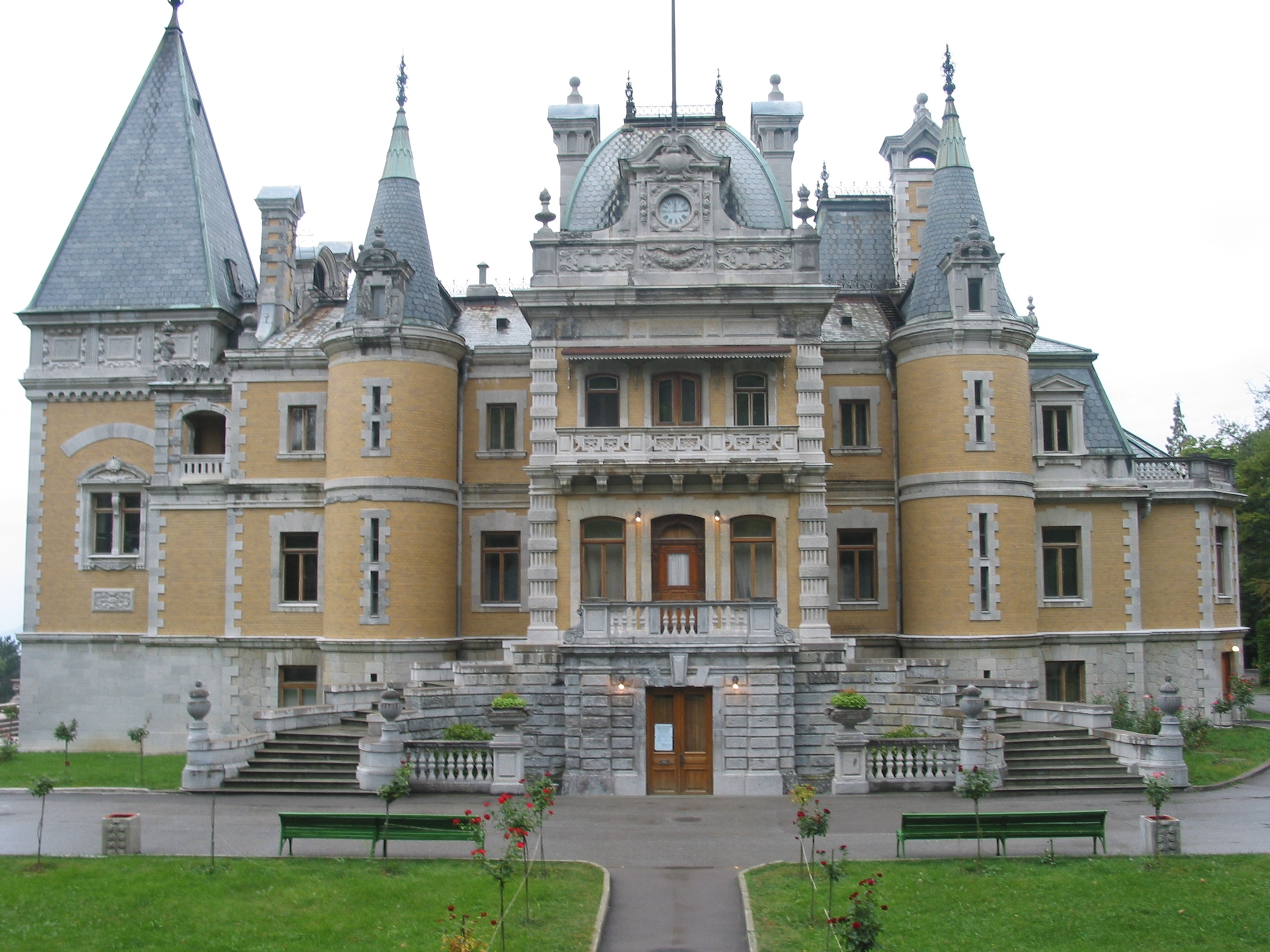
Бічний фасад палацу і парк
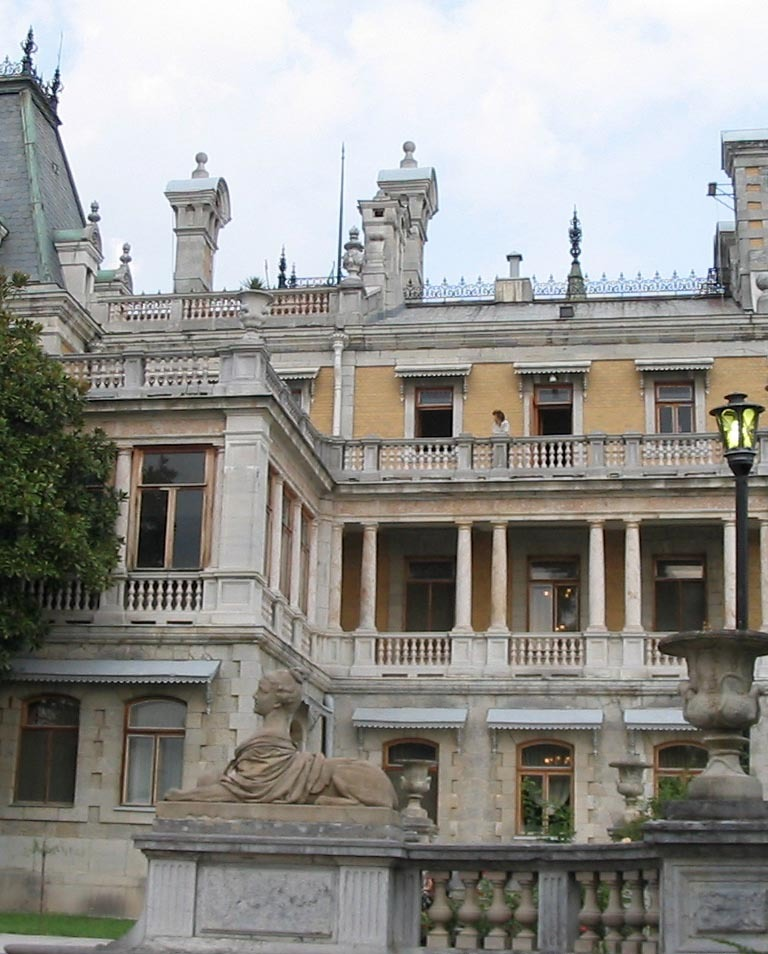
Сфінкс на першій терасі
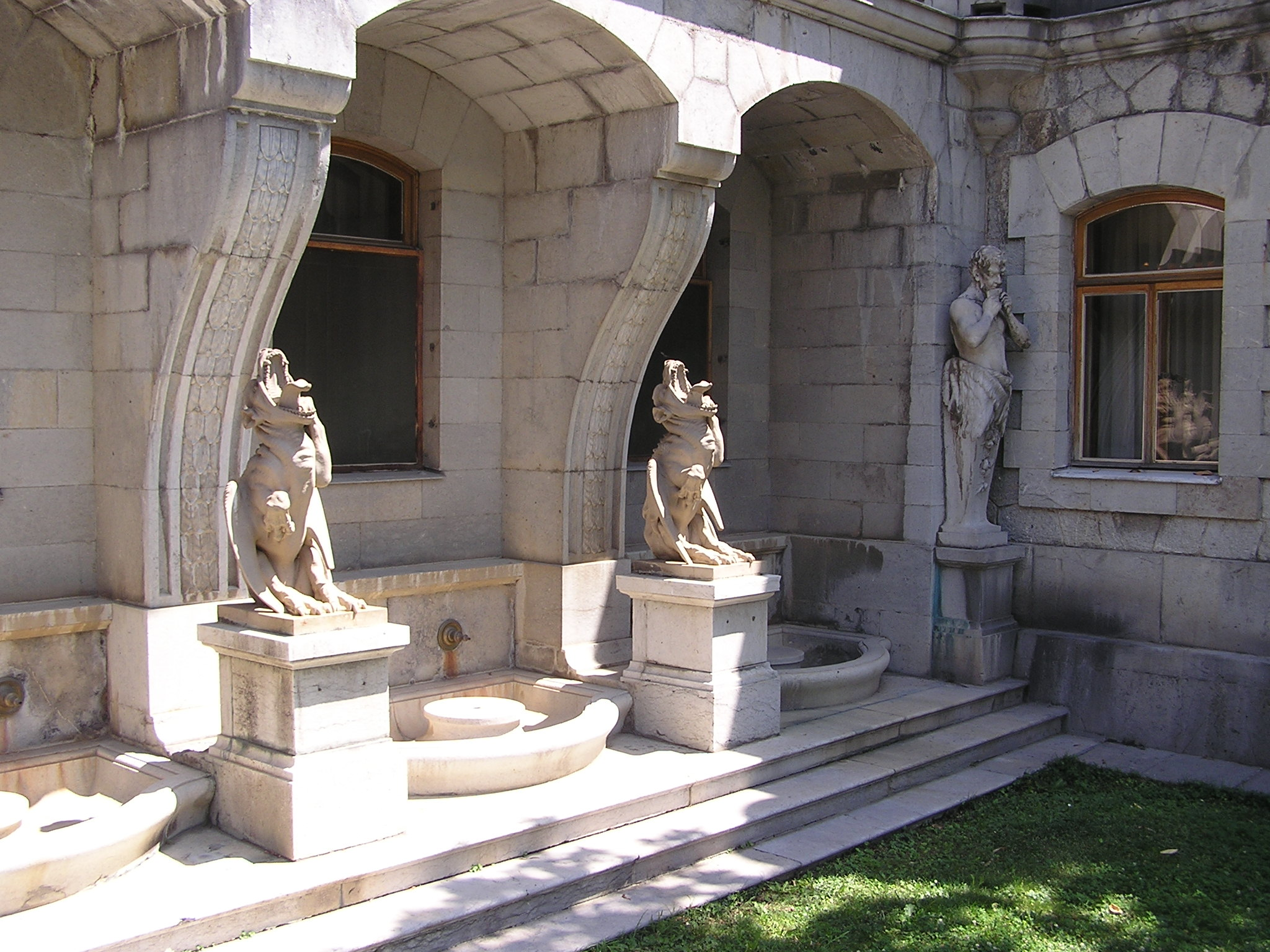
Скульптурні оздоби химер на першій терасі

## Парк французького бароко
Його розпланували на терасах в формах стриманого французького бароко доби Людовика XIII. Парк має характерну осьову побудову, притаманну паркам французького типу XVII століття, визначні зразки яких дав Андре Ленотр.
- Найменша з терас — перша, що прилягає до палацу. Вона прямокутна і насичена сходинками, балюстрадами, вазами і скульптурами сфінксів з жіночими головами, які полюбляли в парках Франції. Велика кількість скульптур перегукується з рясними оздобами палацу. Пологі сходи ведуть до другої тераси.

- Друга тераса більша за розмірами і прикрашена великим басейном з фонтаном. Водне дзеркало басейну слугує для мерехтливого відтворення рясних оздоб палацу, скульптур першої тераси і значно збагачує бароковий образ парку. Стрижені бічні кущі підсилюють схожість з регулярними садами 17-18 століть.

- Третя тераса — це велика відкрита галявина, що слугує підмурками і переходом, необхідним для розгляду і спостережень вищих терас, насичених архітектурними і скульптурними елементами. Визначною особливістю парку були краєвиди моря, які відкривалися з верхньої тераси і відкритих галерей палацу.

## Пейзажна частина парку
Регулярна частина парку гармонійно поєднана з пейзажною частиною, що виникла раніше за 1880-ті роки. Ще у 1822 році колишня володарка ділянки О. Наришкина запросила сюди ландшафтного архітектора Карла Кебаха. Він і розпланував пейзажний парк, використавши місцеву діброву. Пейзажний парк Карла Кебаха зберігся і має площу 42 гектари.
Незважаючи на деякі втрати в період воєн, палацово-парковий ансамбль добре зберігся. Він — філія Алупкинського палацово-паркового музею-заповідника.